# کوئیک درا مک‌گرا
کوئیک دِرا مک‌گرا (انگلیسی: Quick Draw McGraw) نام یک اسب انسان‌واره داستانی و قهرمان اصلی مجموعهٔ کارتونی «ماجراهای کوئیک درا مک‌گرا» است.
کوئیک دِرا، یک اسب شش‌لول‌بند بود که کلاهی قرمز و دستمال‌گردنی آبی رنگ داشت و صداپیشگی‌اش به عهدهٔ داز باتلر بود و به همراه یارِ همیشگی‌اش «بابا لویی» (یک الاغ مکزیکی‌الاصل با صداپیشگی داز باتلر) ماجراهایی را از سر می‌گذرانند.
مجموعهٔ کارتونی «ماجراهای کوئیک درا مک‌گرا» یکی از ۶ کارتونی بود که موفق شد برای نخستین بار در تاریخ جوایز امی، این جایزه را دریافت کند.
کوئیک درا مک‌گرا و بابا لویی، یکی از شخصیت‌های اصلی مجموعهٔ «یوگی و دوستان» هم بودند.
صداپیشگی کوئیک درا مک‌گرا در نسخهٔ فارسی، توسطِ صادق ماهرو انجام شده بود.